# Cuartel N.º 1 del Sicar
El Cuartel N.º 1 del Servicio de Inteligencia de Carabineros (SICAR), conocido como «El Hoyo», fue un centro de detención y tortura, en su mayoría militantes del Partido Socialista, durante la Dictadura militar de Chile que funcionó entre 1973 y 1974 en el subsuelo de la Plaza de la Constitución en Santiago.
En este cuartel se cometieron violaciones a los derechos humanos, incluyendo torturas y abusos sexuales. Tras su clausura, el lugar fue declarado Sitio de Memoria en 2018, como parte de las medidas de reparación simbólica por los crímenes cometidos durante la dictadura.

## Historia e infraestructura
La Plaza de la Constitución originalmente contaba con una plazoleta y el edificio del Ministerio de Guerra, construido a inicios del s.XIX. Pero en 1930 el presidente Carlos Ibáñez del Campo aprueba un primer proyecto de Centro Cívico en La Moneda, que incluye la construcción de la Plaza de la Constitución en Santiago. Este proyecto desarrollado entre 1932 y 1938 bajo el gobierno de Arturo Alessandri Palma incluyó en el diseño de la plaza la construcción de este edificio subterráneo, que data de 1935, y que fue diseñado por el arquitecto Eugenio Freitag como parte de un proyecto urbanístico dirigido por Karl Brunner.
Originalmente, parte de este edificio albergaba la Sección Investigadora de Accidentes de Tránsito (SIAT) de Carabineros, pero tras el golpe de Estado de 1973, el recinto fue transformado en un centro de detención y tortura, bajo la dirección del SICAR.
El Cuartel N°1 del Servicio de Inteligencia de Carabineros (SICAR), conocido como "El Hoyo", operó en el subsuelo de la Plaza de la Constitución, en Santiago, desde 1973 hasta 1974. Su ubicación, bajo la salida Teatinos-Agustinas del estacionamiento, era parte de un sistema de cuarteles clandestinos dedicados a la represión durante la dictadura militar chilena. El espacio físico es un estacionamiento vehicular y una serie de oficinas.
Es considerado como el primer lugar que albergó a los primeros agentes de la DINA. Testimonios indican que en una de las primeras reuniones en 1974 fueron reunidos más de cien personas en el recinto.
La existencia de este cuartel fue oficialmente reconocida por el Estado en los informes Rettig y Valech.
Luego del retorno a la democracia, el subsuelo siguió siendo ocupado como estacionamiento para vehículos de trabajadores de La Moneda.

### Monumento histórico
En junio de 2015 la corporación Humanas solicitó al Ministerio de Bienes Nacionales que este cuartel fuera ingresado a la ruta oficial de la memoria.
El 9 de septiembre de 2016 la presidenta Michelle Bachelet ingresa una declaración de sitio de memoria. Y es el 22 de febrero de 2018 cuando el sitio fue declarado Monumento Histórico y Sitio de Memoria como parte del esfuerzo por reconocer los crímenes de lesa humanidad cometidos en este recinto. En 2023 se instala en una ceremonia con la presencia del presidente Gabriel Boric una placa conmemorativa que recuerda a las víctimas de la represión ejercida en el Cuartel N°1.

## Casos de Violaciones a los Derechos Humanos
El cuartel estuvo estrechamente vinculado a la Dirección de Inteligencia Nacional (DINA), y una de sus funciones principales era la tortura e interrogatorio de prisioneros políticos, particularmente militantes del Partido Socialista. Entre los métodos utilizados en este lugar, se destacan las torturas físicas y psicológicas, además de violaciones y abusos sexuales contra mujeres detenidas.
Otras funciones de las oficinas en el cuartel era de inteligencia policial, prestando logística en la ejecución detenciones. De acuerdo a testimonios, hubo al menos 21 personas que fueron llevadas a este lugar.
Algunos de estos detenidos fueron posteriormente trasladados a otros centros de tortura, como Londres 38 y Tres Álamos. Varios de ellos fueron expulsados del país.
Entre los casos se encuentran:
| Nombre                              | Descripción                                     |
| ----------------------------------- | ----------------------------------------------- |
| Ana María Campillo Bastidas         | Detenida y torturada en junio de 1974.          |
| Patricia del Carmen Herrera Escobar | Detenida y torturada en junio de 1974.          |
| Anibal Sepúlveda                    | Detenido y torturado en 1974.                   |
| Víctor Zerega Ponce                 | Detenido, torturado, y luego asesinado en 1974. |

### Condenas criminales
Las investigaciones criminales relacionadas con los crímenes cometidos en el cuartel conocido como "El Hoyo", en el subterráneo de la Plaza de la Constitución han llevado a juicios donde varios exmiembros del Servicio de Inteligencia de Carabineros (SICAR) han sido condenados por secuestro agravado y violaciones sexuales en contra de detenidos políticos, particularmente militantes del Partido Socialista y el MIR. A través de los testimonios de las víctimas y pruebas judiciales, se ha logrado condenar a los responsables, aunque las sentencias a menudo han sido cuestionadas por su lenidad en comparación con la gravedad de los crímenes cometidos.
Algunos de los condenados por crímenes ocurridos en "El Hoyo" son:
| Nombre                            | Condena                     | Delito |
| --------------------------------- | --------------------------- | --- |
| Manuel Agustín Muñoz Gamboa       | 5 años y un día de presidio | Autor de secuestro agravado con connotación sexual en los casos de Ana María Campillo Bastidas y Patricia del Carmen Herrera Escobar |
| Francisco Segundo Illanes Miranda | 3 años y un día de presidio | Cómplice de secuestro agravado |
| José Luis Contreras Valenzuela    | 3 años y un día de presidio | Cómplice de secuestro agravado |
| Winston Humberto Cruces Martínez  | 3 años y un día de presidio | Cómplice de secuestro agravado |
| Ernesto Arturo Lobos Gálvez       | 3 años y un día de presidio | Cómplice de secuestro agravado |
| Sabino Adán Roco Olguín           | 3 años y un día de presidio | Cómplice de secuestro agravado |
| Alejandro Segundo Sáez Mardones   | 3 años y un día de presidio | Cómplice de secuestro agravado |
| José Hernando Alvarado Alvarado   | 3 años y un día de presidio | Cómplice de secuestro agravado |
| José Edgar Hoffmann Oyarzún       | 541 días de presidio        | Cómplice de secuestro agravado |